# Bleptina athusalis
Bleptina athusalis là một loài bướm đêm trong họ Noctuidae.